# Australiosoma anulatum
Australiosoma anulatum är en mångfotingart som beskrevs av Carl Graf Attems 1931. Australiosoma anulatum ingår i släktet Australiosoma och familjen orangeridubbelfotingar. Inga underarter finns listade i Catalogue of Life.